# Ковнер, Михаил Аркадьевич
Михаил Аркадьевич Ковнер (28 декабря 1910, Смоленск, Российская империя — 13 января 2006, Москва, Россия) — советский физик.

## Биография
После окончания в 1927 году средней школы преподавал математику в школе. В 1930 году поступил на физический факультет МГУ, который окончил в 1935 году. Руководителем его дипломной работы «Углы между связями в многоатомных молекулах» был Ю. Б. Румер, который посоветовал Ковнеру посещать семинар Г. Г. Гельмана. Был назначен ассистентом кафедры теоретической физики в Воронежском университете (1935—1941), затем был доцентом кафедры физики в эвакуированном в Ташкент Воронежском авиационном институте (1941—1945). С 1945 года стал преподавать в Саратовском университете, где выполнил со своими учениками многочисленные расчёты колебательных спектров различных классов многоатомных молекул. В 1957 году получил степень доктора физико-математических наук за диссертацию «Расчёт и интерпретация колебательных спектров бензола и его производных»; с 1960 года — профессор кафедры теоретической и ядерной физики Саратовского университета. После ухода на пенсию он переехал в 1982 году в Москву и, став научным сотрудником Института истории естествознания и техники, стал заниматься историей физики.
Умер 13 января 2006 года в возрасте 95 лет. Похоронен на Рогожском кладбище.

## Научный вклад
М. А. Ковнер — автор свыше 200 научных работ, в том числе монографий: «Оптические квантовые генераторы» (1964, совместно с М. Л. Кацем и Н. К. Сидоровым), «Электронная теория и теория относительности» (1967), «Колебательные спектры многоатомных молекул» (1970, совместно с Л. М. Свердловым и Б. П. Крайневым; была переиздана в США, Канаде, Израиле, Великобритании), «Краткая история мазеров и лазеров» (1991).